# 발바리 (동물)
발바리는 몸이 작고 다리가 짧은 애완견을 통틀어 부르는 말이다. 발바리라는 이름은 여기저기 발발거리며 돌아다니기 때문에 붙여졌다. 성질이 온순하고 모양이 예뻐 애완견으로 길러지고 있다.
발바리라는 이름은 오주연문장전산고의 <침계방구변증설(枕雞房狗辨證說)>에 '발발(孛孛)'로 처음 등장하며, 중국 청나라 사람들이 방에서 기르는 개(房狗), 곧 합팔구(哈叭狗)로 소개하고 있다.
발바리의 종류로는 재패니즈 친, 페키니즈, 시츄 등의 애완견이나 한국 원종의 다리가 짧은 잡종견이 있으며, 후자에 발바리라는 이름이 더 많이 사용된다.
한국 토종 발바리는 재패니즈 스피츠 또는 재패니즈 친과 유사하게 생긴 견으로, 체구는 5kg 내외이며 주둥이는 뾰족하고 귀와 꼬리에 숱이 많다. 품종화 작업을 거치지 않아 체색과 모질은 다양하나 흰색에 갈색 점박이 무늬가 많다.